# Copa Libertadores 1975
Die Copa Libertadores 1975 war die 16. Auflage des wichtigsten südamerikanischen Fußballwettbewerbs für Vereinsmannschaften. 21 Mannschaften nahmen teil. Es nahmen jeweils die Landesmeister der CONMEBOL-Länder und die Zweiten teil, beziehungsweise der Gewinner und Finalist des Pokalwettbewerbs in Bolivien, da dort noch keine nationale Meisterschaft ausgetragen wurde. Das Teilnehmerfeld komplettierte Titelverteidiger CA Independiente. Das Turnier begann am 16. Februar und endete am 29. Juni 1975 mit dem Final-Entscheidungsspiel. Der argentinische Vertreter CA Independiente gewann das Finale gegen Unión Española und konnte damit seinen Titel aus dem Vorjahr verteidigen und zum sechsten Mal die Copa Libertadores gewinnen.

## 1. Gruppenphase

### Gruppe 1
| Pl. | Verein             | Sp. | S | U | N | Tore    | Diff. | Punkte |
| --- | ------------------ | --- | - | - | - | ------- | ----- | ------ |
| 1.  | Rosario Central    | 6   | 2 | 4 | 0 | 008:500 | +3    | 08     |
| 2.  | Newell’s Old Boys  | 6   | 3 | 2 | 1 | 009:800 | +1    | 08     |
| 3.  | Club Olimpia       | 6   | 2 | 3 | 1 | 007:500 | +2    | 07     |
| 4.  | Club Cerro Porteño | 6   | 0 | 1 | 5 | 005:110 | −6    | 01     |

|                    |   |                    | Hinspiel | Rückspiel |
| ------------------ | - | ------------------ | -------- | --------- |
| Club Cerro Porteño | - | Club Olimpia       | 0:0      | 1:2       |
| Rosario Central    | - | Newell’s Old Boys  | 1:1      | 1:1       |
| Club Olimpia       | - | Newell’s Old Boys  | 2:0      | 2:3       |
| Rosario Central    | - | Club Cerro Porteño | 2:1      | 3:1       |
| Club Cerro Porteño | - | Newell’s Old Boys  | 0:1      | 2:3       |
| Rosario Central    | - | Club Olimpia       | 1:1      | 0:0       |

#### Entscheidungsspiel um den Gruppensieg
|                 | Ergebnis |                   |
| --------------- | -------- | ----------------- |
| Rosario Central | 1:0      | Newell’s Old Boys |

### Gruppe 2
| Pl. | Verein                 | Sp. | S | U | N | Tore    | Diff. | Punkte |
| --- | ---------------------- | --- | - | - | - | ------- | ----- | ------ |
| 1.  | Unión Española         | 6   | 3 | 3 | 0 | 017:500 | +12   | 09     |
| 2.  | CD Huachipato          | 6   | 2 | 2 | 2 | 010:100 | ±0    | 06     |
| 3.  | Club The Strongest     | 6   | 2 | 2 | 2 | 008:110 | −3    | 06     |
| 4.  | Club Jorge Wilstermann | 6   | 0 | 3 | 3 | 004:130 | −9    | 03     |

|                        |   |                        | Hinspiel | Rückspiel |
| ---------------------- | - | ---------------------- | -------- | --------- |
| Club The Strongest     | - | Club Jorge Wilstermann | 3:1      | 1:1       |
| CD Huachipato          | - | Unión Española         | 0:0      | 2:7       |
| Club Jorge Wilstermann | - | CD Huachipato          | 0:0      | 0:4       |
| Club The Strongest     | - | CD Huachipato          | 1:0      | 2:4       |
| Club Jorge Wilstermann | - | Unión Española         | 1:1      | 1:4       |
| Club The Strongest     | - | Unión Española         | 1:1      | 0:4       |

### Gruppe 3
| Pl. | Verein                  | Sp. | S | U | N | Tore    | Diff. | Punkte |
| --- | ----------------------- | --- | - | - | - | ------- | ----- | ------ |
| 1.  | Cruzeiro Belo Horizonte | 6   | 3 | 1 | 2 | 010:900 | +1    | 07     |
| 2.  | Deportivo Cali          | 6   | 2 | 2 | 2 | 005:500 | ±0    | 06     |
| 3.  | Atlético Nacional       | 6   | 2 | 2 | 2 | 007:800 | −1    | 06     |
| 4.  | CR Vasco da Gama        | 6   | 1 | 3 | 2 | 007:700 | ±0    | 05     |

|                         |   |                         | Hinspiel | Rückspiel |
| ----------------------- | - | ----------------------- | -------- | --------- |
| Deportivo Cali          | - | Atlético Nacional       | 0:0      | 1:2       |
| Cruzeiro Belo Horizonte | - | CR Vasco da Gama        | 3:2      | 1:1       |
| Atlético Nacional       | - | CR Vasco da Gama        | 1:1      | 0:2       |
| Deportivo Cali          | - | Cruzeiro Belo Horizonte | 1:0      | 1:2       |
| Atlético Nacional       | - | Cruzeiro Belo Horizonte | 1:2      | 3:2       |
| Deportivo Cali          | - | CR Vasco da Gama        | 2:1      | 0:0       |

### Gruppe 4
| Pl. | Verein            | Sp. | S | U | N | Tore    | Diff. | Punkte |
| --- | ----------------- | --- | - | - | - | ------- | ----- | ------ |
| 1.  | LDU Quito         | 6   | 3 | 3 | 0 | 012:700 | +5    | 09     |
| 2.  | Portuguesa FC     | 6   | 1 | 4 | 1 | 005:800 | −3    | 06     |
| 3.  | Deportivo Galicia | 6   | 1 | 3 | 2 | 007:600 | +1    | 05     |
| 4.  | CD El Nacional    | 6   | 1 | 2 | 3 | 008:110 | −3    | 04     |

|                   |   |                   | Hinspiel | Rückspiel |
| ----------------- | - | ----------------- | -------- | --------- |
| Liga de Quito     | - | CD El Nacional    | 3:1      | 2:2       |
| Deportivo Galicia | - | Portuguesa FC     | 0:0      | 1:1       |
| Liga de Quito     | - | Deportivo Galicia | 4:2      | 1:0       |
| CD El Nacional    | - | Deportivo Galicia | 0:0      | 0:4       |
| CD El Nacional    | - | Portuguesa FC     | 5:1      | 0:1       |
| Liga de Quito     | - | Portuguesa FC     | 1:1      | 1:1       |

### Gruppe 5
| Pl. | Verein                    | Sp. | S | U | N | Tore    | Diff. | Punkte |
| --- | ------------------------- | --- | - | - | - | ------- | ----- | ------ |
| 1.  | Universitario de Deportes | 6   | 4 | 2 | 0 | 012:600 | +6    | 10     |
| 2.  | Peñarol Montevideo        | 6   | 4 | 0 | 2 | 013:700 | +6    | 08     |
| 3.  | Montevideo Wanderers      | 6   | 1 | 1 | 4 | 008:100 | −2    | 03     |
| 4.  | Unión Huaral              | 6   | 0 | 3 | 3 | 007:170 | −10   | 03     |

|                      |   |                           | Hinspiel | Rückspiel |
| -------------------- | - | ------------------------- | -------- | --------- |
| Peñarol Montevideo   | - | Montevideo Wanderers      | 1:0      | 2:1       |
| Unión Huaral         | - | Universitario de Deportes | 1:1      | 2:2       |
| Peñarol Montevideo   | - | Unión Huaral              | 5:2      | 3:0       |
| Montevideo Wanderers | - | Unión Huaral              | 4:0      | 2:2       |
| Montevideo Wanderers | - | Universitario de Deportes | 0:2      | 1:3       |
| Peñarol Montevideo   | - | Universitario de Deportes | 0:1      | 2:3       |

## 2. Gruppenphase

### Gruppe 1
| Pl. | Verein                    | Sp. | S | U | N | Tore    | Diff. | Punkte |
| --- | ------------------------- | --- | - | - | - | ------- | ----- | ------ |
| 1.  | Unión Española            | 4   | 2 | 1 | 1 | 007:600 | +1    | 05     |
| 2.  | Universitario de Deportes | 4   | 1 | 2 | 1 | 004:400 | ±0    | 04     |
| 3.  | LDU Quito                 | 4   | 1 | 1 | 2 | 005:600 | −1    | 03     |

|                |   |                           | Hinspiel | Rückspiel |
| -------------- | - | ------------------------- | -------- | --------- |
| Liga de Quito  | - | Universitario de Deportes | 0:0      | 1:2       |
| Liga de Quito  | - | Unión Española            | 4:2      | 0:2       |
| Unión Española | - | Universitario de Deportes | 2:1      | 1:1       |

### Gruppe 2
| Pl. | Verein                  | Sp. | S | U | N | Tore    | Diff. | Punkte |
| --- | ----------------------- | --- | - | - | - | ------- | ----- | ------ |
| 1.  | CA Independiente        | 4   | 2 | 0 | 2 | 005:400 | +1    | 04     |
| 2.  | Rosario Central         | 4   | 2 | 0 | 2 | 005:500 | ±0    | 04     |
| 3.  | Cruzeiro Belo Horizonte | 4   | 2 | 0 | 2 | 005:600 | −1    | 04     |

## Finale

### Hinspiel
| Unión Española                                      | Unión Española | CA Independiente | CA Independiente |
| --------------------------------------------------- | --- | --- | ---------------- |
| Unión Española                                      | \| 18. Juni 1975 in Santiago, Chile (Estadio Nacional) \| \| Ergebnis: 1:0 (0:0) \| \| Zuschauer: 43.200 \| \| Schiedsrichter: José Luis Martínez Bazán ( Uruguay) \|                                                                                               | \| 18. Juni 1975 in Santiago, Chile (Estadio Nacional) \| \| Ergebnis: 1:0 (0:0) \| \| Zuschauer: 43.200 \| \| Schiedsrichter: José Luis Martínez Bazán ( Uruguay) \| | CA Independiente |
| Unión Española                                      | Leopoldo Vallejos – Juan Machuca, Hugo Berly, Mario Soto, Antonio Arias, Rubén Palacios, Francisco Las Heras (78. Eddio Inostroza), Alejandro Trujillo, Jorge Américo Spedaletti, Sergio Ahumada, Reynaldo Hoffmann (82. Luis Miranda) Cheftrainer: Luis Santibáñez | José Alberto Pérez – Eduardo Antonio Commisso, Francisco Sá, Alejandro Estanislao Semenewicz, Ricardo Pavoni, Rubén Galván, Ricardo Bochini, Percy Rojas, Agustín Balbuena, Ricardo César Ruiz Moreno, Daniel Bertoni (78. Luis Alberto Giribet) Cheftrainer: Pedro Dellacha | CA Independiente |
| Unión Española                                      | 1:0 Sergio Ahumada (87.) | | CA Independiente |
| 18. Juni 1975 in Santiago, Chile (Estadio Nacional) | | |                  |
| Ergebnis: 1:0 (0:0)                                 | | |                  |
| Zuschauer: 43.200                                   | | |                  |
| Schiedsrichter: José Luis Martínez Bazán ( Uruguay) | | |                  |

### Rückspiel
| CA Independiente                                                     | CA Independiente | Unión Española | Unión Española |
| -------------------------------------------------------------------- | --- | --- | -------------- |
| CA Independiente                                                     | \| 25. Juni 1975 in Avellaneda, Argentinien (Estadio Almirante Cordero) \| \| Ergebnis: 3:1 (1:1) \| \| Zuschauer: 50.000 \| \| Schiedsrichter: Ramón Barreto ( Uruguay) \|                                                                       | \| 25. Juni 1975 in Avellaneda, Argentinien (Estadio Almirante Cordero) \| \| Ergebnis: 3:1 (1:1) \| \| Zuschauer: 50.000 \| \| Schiedsrichter: Ramón Barreto ( Uruguay) \|                                                                                         | Unión Española |
| CA Independiente                                                     | José Alberto Pérez – Eduardo Antonio Commisso, Francisco Sá, Alejandro Estanislao Semenewicz, Ricardo Pavoni, Rubén Galván, Ricardo Bochini, Agustín Balbuena, Ricardo César Ruiz Moreno, Percy Rojas, Daniel Bertoni Cheftrainer: Pedro Dellacha | Leopoldo Vallejos – Juan Machuca, Hugo Berly, Mario Soto, Antonio Arias, Rubén Palacios, Francisco Las Heras (63. Mario Maldonado), Eddio Inostroza, Jorge Américo Spedaletti, Sergio Ahumada, Leonardo Véliz (65. Alejandro Trujillo) Cheftrainer: Luis Santibáñez | Unión Española |
| CA Independiente                                                     | 1:0 Percy Rojas (1.) 2:1 Ricardo Pavoni (58., Elfm.) 3:1 Daniel Bertoni (83.) | 1:1 Francisco Las Heras (15., Elfm.) | Unión Española |
| 25. Juni 1975 in Avellaneda, Argentinien (Estadio Almirante Cordero) | | |                |
| Ergebnis: 3:1 (1:1)                                                  | | |                |
| Zuschauer: 50.000                                                    | | |                |
| Schiedsrichter: Ramón Barreto ( Uruguay)                             | | |                |

### Entscheidungsspiel
| CA Independiente                                                   | CA Independiente | Unión Española | Unión Española |
| ------------------------------------------------------------------ | --- | --- | -------------- |
| CA Independiente                                                   | \| 29. Juni 1975 in Asunción, Paraguay (Estadio Defensores del Chaco) \| \| Ergebnis: 2:0 (1:0) \| \| Zuschauer: 55.000 \| \| Schiedsrichter: Edison Pérez Núñez ( Peru) \| | \| 29. Juni 1975 in Asunción, Paraguay (Estadio Defensores del Chaco) \| \| Ergebnis: 2:0 (1:0) \| \| Zuschauer: 55.000 \| \| Schiedsrichter: Edison Pérez Núñez ( Peru) \|                                                                          | Unión Española |
| CA Independiente                                                   | José Alberto Pérez – Eduardo Antonio Commisso, Francisco Sá, Miguel Ángel López, Ricardo Pavoni, Alejandro Estanislao Semenewicz, Rubén Galván, Ricardo Bochini, Agustín Balbuena, Ricardo César Ruiz Moreno, Daniel Bertoni (78. Hugo Saggioratto) Cheftrainer: Pedro Dellacha | Leopoldo Vallejos – Juan Machuca, Mario Maldonado, Manuel Gaete, Antonio Arias, Rubén Palacios, Eddio Inostroza (46. Francisco Las Heras), Leonardo Véliz, Jorge Américo Spedaletti, Alejandro Trujillo, Sergio Ahumada Cheftrainer: Luis Santibáñez | Unión Española |
| CA Independiente                                                   | 1:0 Ricardo César Ruiz Moreno (29.) 2:0 Daniel Bertoni (65.) | | Unión Española |
| 29. Juni 1975 in Asunción, Paraguay (Estadio Defensores del Chaco) | | |                |
| Ergebnis: 2:0 (1:0)                                                | | |                |
| Zuschauer: 55.000                                                  | | |                |
| Schiedsrichter: Edison Pérez Núñez ( Peru)                         | | |                |